# Paris Star
Le Paris Star était un club français de football basé à Paris. Il fut actif de 1894 à 1963. M. Manier, président du Paris Star, initie la création de la Coupe Manier en 1897. Le club évoluait avec un maillot blanc frappée d'une étoile rouge.

## Histoire
Fondé en 1894 (agréé par arrêt préfectoral le 25 août 1894), le club participe au championnat USFSA dès 1895. Le Paris Star est balayé en quarts de finale 8-1 par les White-Rovers. Malgré ces débuts douloureux, le club du président Manier se maintient en première série du championnat USFSA de Paris jusqu'en 1910. À cette date, le Paris Star quitte l'USFSA pour créer la Ligue de football association (ancêtre de l'actuelle Ligue de Paris Ile-de-France de football) avec le CA Paris, l'US Suisse Paris et le Red Star notamment.
Le Paris Star fait son entrée en compétition en Coupe de France à l'occasion de sa première édition en 1917-1918. Après avoir sorti le London County FC au tour préliminaire puis le Patronage Olier en seizièmes de finale, les Blancs s'inclinent en huitièmes de finale le 2 décembre 1917 face au Racing club de France. Après cette campagne, on ne verra plus le club s'illustrer en Coupe. 
Le Paris Star est la cent-unième société à s'affilier à la  Fédération française de football association, le 28 juillet 1919. Il participe au premier championnat de la Ligue parisienne de FA, dans la série C (deuxième niveau régional) pour la saison 1919-1920. Champion du groupe 1 à l'issue de la saison, il ne peut accéder en promotion de première division et rejoint la deuxième division (troisième niveau) la saison suivante. Le PS termine deuxième de son groupe est monte enfin en promotion de 1e division. La Ligue parisienne abandonnant les compétitions pyramidales les deux saisons suivantes, le Paris Star participe aux championnats d'un groupe affinitaire baptisé « Soccer », avec des clubs comme le PUC, l’ES Juvisy ou le Standard AC. Pour la saison 1924-1925, la Ligue réinstaure les compétitions hiérarchiques, le PS est placé, après barrage, en division d'honneur groupe A (1er niveau). Neuvième et dernier de sa poule, le club est relégué en «Promotion». Pendant l'inter-saison, le Paris Star fusionne avec le Sporting club universitaire de France, sous le titre de « Paris Star SCUF ». Le nouveau club garde sa place en division de promotion. Après deux saisons au pied de l'élite régional, le PS-SCUF rétrograde en première division pour la saison 1927-1928. À la fin de cette saison, le club est rebaptisé Sporting club universitaire de France.
En 1945, le Paris Star est de retour et s'affilie à la Fédération française de football,. Mais dès 1947, il fusionne avec la Jeunesse Sportive de Puteaux, qui prend le titre de « Puteaux Paris Star ». Le nouveau club évolue pour la saison 1947-1948 au deuxième niveau régional (Promotion d'honneur groupe B). Les saisons suivantes ne permettent pas au club d'accroché l'élite parisienne, le club oscillant entre le deuxième et le troisième échelon de la Ligue. En 1959, le club fusionne avec l'Union athlétique et sportive «La Clodo», déménage à Saint-Cloud et devient l'« Union athlétique et sportive La Clodo-Paris Star ». Ce dernier est rebaptisé « Union athlétique sportive de Saint-Cloud » en 1963,. C'en est fini du Paris Star.
Le club jouait en 1917 avec un maillot kaki.

## Palmarès
- Finaliste de la Coupe Manier : 1898